# Breziny
Breziny – wieś (obec) na Słowacji położona w kraju bańskobystrzyckim, w powiecie Zwoleń. Pierwsze wzmianki o miejscowości pochodzą z roku 1808.
Według danych z dnia 31 grudnia 2012, wieś zamieszkiwały 364 osoby, w tym 182 kobiety i 182 mężczyzn.
W 2001 roku pod względem narodowości i przynależności etnicznej 91,05% mieszkańców stanowili Słowacy, a 8,95% Romowie.
Ze względu na wyznawaną religię struktura mieszkańców kształtowała się w 2001 roku następująco:
- Katolicy rzymscy – 62,65%
- Ewangelicy – 27,78%
- Ateiści – 9,26%